# Variedad casi compleja
En matemáticas, una variedad casi compleja es una variedad diferenciable M equipada en cada espacio tangente {\displaystyle T_{p}M} con una  estructura compleja {\displaystyle J_{p}} que varía de forma diferenciable de punto a punto. Esta estructura compleja convierte a cada espacio tangente  en un espacio vectorial complejo.
La existencia de esta estructura es una condición necesaria, pero no suficiente, para que la variedad sea una variedad compleja. Así, toda variedad compleja es una variedad casi compleja, pero no viceversa.
Las variedades casi complejas tienen importantes aplicaciones en  geometría simpléctica.

## Definición formal
Sea M una variedad diferenciable. Una estructura casi compleja {\displaystyle J} sobre M es un  campo tensorial diferenciable  de rango (1,1) que  verifica que el endomorfimo {\displaystyle J_{p}:T_{p}M\longrightarrow {}T_{p}M} que induce en cada espacio tangente es una estructura compleja (esto, es, que se cumple  que {\displaystyle J_{p}^{2}=-1}, donde 1 es la aplicación identidad sobre {\displaystyle T_{p}M}). 
Al par {\displaystyle (M,J)} formado por una variedad equipada con una estructura casi compleja fija se le denomina una variedad casi compleja.

## Ejemplos
Se demuestra que toda variedad casi compleja debe ser de dimensión par y orientable.
- Para todo natural n, {\displaystyle R^{2n}} admite una estructura casi compleja, por ejemplo la definida por:

{\displaystyle J_{ij}=-\delta _{i,j+1}} para i impar,
{\displaystyle J_{ij}=\delta _{i,j-1}} para i par,
donde {\displaystyle 1\leq i,j\leq 2n}.
- Las únicas esferas  que admiten estructuras casi complejas son S2 y S6. En el caso de S2, dicha estructura proviene de la estructura compleja de la esfera de Riemann. La 6-esfera, S6, considerada como el conjunto de los octoniones imaginarios de norma 1, hereda una estructura casi compleja que proviene del producto de octoniones.
- Dada (M,J) variedad casi compleja, (M,-J) es también una variedad casi compleja.  A la estructura compleja -J se le llama conjugada de la estructura compleja J